# Luminile de pe Zetar
The Lights of Zetar este un episod din sezonul al III-lea al serialului original Star Trek. A avut premiera la 31 ianuarie 1969.

## Prezentare
Ciudate forme de viață extraterestre bazate pe energie amenință siguranța stației Memory Alpha și a echipajului navei Enterprise.